# Condado de Eril
El condado de Eril es un título nobiliario español creado por el rey Felipe III el 13 de julio de 1599 a favor de Felipe de Eril Aymerich, XXV barón de Eril (o Erill), gobernador del Rosellón y de la Cerdaña y caballero de la Orden de Calatrava.
Con este otorgamiento, el rey Felipe III elevó a condado la baronía de Eril, una de las nueve baronías históricas, de origen «inmemorial», creadas en la Marca Hispánica durante los siglos IX y X.
A este condado, el archiduque pretendiente Carlos de Austria le concedió grandeza de España de 2.ª clase, mediante real decreto de 6 de febrero de 1707 (real despacho de 25 de abril de 1708), a favor de Antonio Vicentelo de Lecca y de Eril, IV conde de Eril desde 1676, por sus méritos durante la Guerra de Sucesión Española. A pesar de su origen y apellidos corsos, el IV conde solía firmar como Antonio Roger de Erill. 
Posteriormente, el rey Fernando VI de España confirmó la grandeza de España de 1.ª clase, mediante real decreto de 15 de noviembre de 1757, a favor de María Cayetana Roger de Eril y Moncayo, VII condesa de Eril. 
El actual titular, desde 1983, es Alberto Álvarez de Toledo y Mencos, XV conde de Eril, grande de España, del linaje de la Casa de Toledo.

## Armas
En campo de plata, un león rampante, de gules, uñado, linguado y coronado.

## Condes de Eril
|                                                                                            | Titular                                                                                    | Periodo                                                                                    |
| Creado en 1599 por el rey Felipe III, elevando a condado la «inmemorial» baronía de Erill. | Creado en 1599 por el rey Felipe III, elevando a condado la «inmemorial» baronía de Erill. | Creado en 1599 por el rey Felipe III, elevando a condado la «inmemorial» baronía de Erill. |
| ------------------------------------------------------------------------------------------ | ------------------------------------------------------------------------------------------ | ------------------------------------------------------------------------------------------ |
| I                                                                                          | Felipe Roger de Eril Aymerich                                                              | 1599-1611                                                                                  |
| II                                                                                         | Alonso de Eril y Sentmenat                                                                 | 1611-1629                                                                                  |
| III                                                                                        | Margarita Teresa de Eril                                                                   | 1629-1677                                                                                  |
| IV                                                                                         | Antonio Vicentelo de Lecca y de Eril                                                       | 1677-1715                                                                                  |
| V                                                                                          | José Roger de Eril                                                                         | 1715-1734                                                                                  |
| VI                                                                                         | Francisco Agustín Roger de Eril                                                            | 1734-1746                                                                                  |
| VII                                                                                        | María Cayetana de Eril y Moncayo                                                           | 1746-1788                                                                                  |
| VIII                                                                                       | Francesco Melzi d'Eril                                                                     | 1788-1816                                                                                  |
| IX                                                                                         | Luis Melzi de Eril                                                                         | 1816-1821                                                                                  |
| X                                                                                          | Francesco Melzi de Eril                                                                    | 1821-1832                                                                                  |
| XI                                                                                         | Lodovico Melzi de Eril                                                                     | 1832-1869                                                                                  |
| XII                                                                                        | María de la Blanca Mencos y Rebolledo de Palafox                                           | 1915                                                                                       |
| XIII                                                                                       | Alonso Álvarez de Toledo y Mencos                                                          | 1916-1964                                                                                  |
| XIV                                                                                        | Íñigo Álvarez de Toledo y Mencos                                                           | 1964-1980                                                                                  |
| XV                                                                                         | Alberto Álvarez de Toledo y Mencos                                                         | 1983-actualidad                                                                            |

## Historia de los condes de Eril

Escudo de los barones de Erill, condes de Eril desde 1599, y grandes de España desde 1707, confirmada en 1757

- Felipe Roger de Eril Aymerich (m. Aranda de Duero, 9 de noviembre de 1611), I conde de Eril,[1][3] XXV barón de Eril,[4] gentilhombre de Felipe II y de Felipe III, gobernador del Rosellón y de la Cerdeña y caballero de la Orden de Calatrava. Era hijo de Alonso de Erill-Orcau y Anglesola, XXIV barón de Eril, señor de Eril, Orcau y Anglesola, y de su esposa (y prima) Juana de Eril y Aymerich (m. 1587), baronesa de Sant Antolí y Montleó, hija de Juan de Eril y de su primera esposa Aldonça de Aymerich.

Casó, en 1582, con Cecilia de Sentmenat, hija de Josep de Sentemenat y de Sentmenat, VII señor de Sentmenat, y de su esposa Elisabet Emerenciana de Alentorn y de Oms, hija de los señores de Seró. Le sucedió su hijo su primogénito en 1611:
- Alonso de Eril y Sentmenat (m. Madrid,10 de diciembre de 1629), II conde de Eril,[3] barón de Orcau y de Rubinat, comendador de Villamayor, caballero de Santiago, baile general de Cataluña, capitán general y virrey Cerdeña, nombrado por el rey Felipe III el 29 de junio de 1617.[5]

Casó, el 6 de noviembre de 1611, con Bárbara del Maino (m. 1630), italiana (de la casa 'dei signori di Borgofranca in Lomellina, de Pavía, en el Ducado de Milán, Monarquía Hispánica). Era dama de honor de la reina Margarita, esposa del rey Felipe III. Le sucedió en 1629 su hija mayor:
- Margarita Teresa de Eril, III condesa de Eril (m. 1 de mayo de 1695).[3]

Casó en primeras nupcias, el 24 de abril de 1636, con Ignacio Gabino de Cervellón, VI conde de Sediló (Cerdeña). De este matrimonio nació un hijo, fallecido niño.
Contrajo un segundo matrimonio en 1662 con Juan Luis Lorenzo Vicentelo de Leca y Coloma, II conde de Cantillana y señor de Brenes. Procedía de una familia de origen corsa, ennoblecida por su importancia en el comercio y establecida en Sevilla.
Casó, en terceras nupcias en 1646, con Alfons Folch de Cardona y Milá d'Aragó (m. 16 de septiembre de 1659), I marqués de Castellnou, virrey de Mallorca (1633-1640). De este matrimonio nacieron seis hijos. Le sucedió, por cesión inter vivos, en 16 de mayo de 1677 su hijo primogénito de su segundo matrimonio:
- Antonio Vicente Leca Roger de Eril (1644-10 de abril de 1715), IV conde de Eril,[4][3] grande de España, gobernador de Canarias y Cádiz y virrey de Cerdeña. Por sus méritos durante la Guerra de Sucesión, el archiduque pretendiente Carlos de Austria le concedió grandeza de España de 2.ª clase, mediante real decreto de 6 de febrero de 1707 (real despacho de 25 de abril de 1708).

Casó, el 30 de noviembre de 1670, con Josefa de Moncayo y Fernández de Heredia, hija del I marqués de Coscojuela de Fantova. Le sucedió su hijo en 1715:
- José Roger de Eril (m. 24 de diciembre de 1734), V conde de Eril, grande de España.[3][1]

Casó, el 19 de julio de 1699, con María Teresa Folch de Cardona, hija del III marqués de Castellnou y II de Pons. Le sucedió, en 1734, su hermano:
- Francisco Agustín Roger de Eril, (m. 1746) VI conde de Eril, grande de España.[3][1]

Casó, el 22 de noviembre de 1716, con María Teresa del Pilar de Moncayo y Palafox, hija del III marqués de Coscojuela de Fantova, XV conde de Fuentes, grande de España. Le sucedió, en 1746, su hija primogénita:
- María Cayetana de Eril y Moncayo (m. 21 de enero de 1788), VII condesa de Eril, grande de España.[3][1] El rey Fernando VI confirmó la grandeza de España de 1.ª clase, mediante real decreto de 15 de noviembre de 1757.[1]

Casó, en primeras nupcias, en 29 de mayo de 1757, con Francisco Javier Gayoso de los Cobos y Bolaño (m. 1765), VIII conde de Amarante. Sin descendencia.
Casó, en segundas nupcias, en 16 de noviembre de 1766, con Antonio Félix de Silva y Ligne (m. 1779), príncipe del Sacro Imperio Romano Germánico, duque de Aremberg. Sin descendencia.
Le sucedió, en 1788, su sobrino (hijo de su hermana María Teresa y de su marido Gaspare Melzi):
- Francesco Melzi d'Eril (1753-Milán, 16 de enero de 1816), VIII conde de Eril, grande de España,[3][1] VIII conde de Magenta, I duque de Lodi (1807), ministro de la República Cisalpina en el Congreso de Rastatt (1797), vicepresidente de la República Italiana de 1802, y canciller del Reino de Italia de 1805.

Soltero, sin descendencia, le sucedió, en 1816, su hermano:
- Luis Melzi de Eril (m. 1821), IX conde de Eril.[3][1]

Casó con Caterina Odescalchi. Le sucedió su hijo:
- Francesco Melzi de Eril (m. 28 de enero de 1832), X conde de Eril.[3][1]

Casó en primeras nupcias con María de Durazzo y en segundas con Elisa Sardi. Sucedió en 1832:
- Lodovico Melzi de Eril (Milán, 2 de febrero de 1820-Milán, 6 de mayo de 1886), XI conde de Eril.[3][1] La carta de sucesión fue cancelada el 2 de diciembre de 1869 y el título rehabilitado, por real carta de sucesión del 25 de marzo de 1915, a favor de una parienta colateral.[3] Era hijo de Giovanni Francesco, sobrino e hijo adoptivo de Francesco Melzi de Eril, el X conde de Eril.

- María de la Blanca Mencos y Rebolledo de Palafox, Ezpeleta y Guzmán (m. 21 de junio de 1915), XII condesa de Eril, grande de España,[3][1] XV marquesa de Navarrés y marquesa de San Felices de Aragón.[7] Era hija de María del Pilar Rebolledo de Palafox y Guzmán (m. 1879) —hija, a su vez, de Luis Rebolledo de Palafox y Palafox, VI marqués de Lazán, VIII marqués de Cañizar y XIII marqués de Navarrés, y de su esposa, María Antonia de Padua de Guzmán y Caballero, X condesa de los Arcos, grande de España—,[8] y de su esposo Joaquín María de Mencos y Ezpeleta (m. 1936), IX conde de Guenduláin, V marqués de la Real Defensa, VII conde del Vado, XI barón de Bigüezal, senador por derecho propio, gentilhombre de cámara con ejercicio y servidumbre, maestrante de Zaragoza, gran Cruz de Carlos III y académico de la real de Bellas Artes de San Fernando.[9]

Casó, en 26 de febrero de 1896, con Manuel Mariano Álvarez de Toledo y Samaniego (París, 19 de noviembre de 1868-San Sebastián, 29 de julio de 1932), VI marqués de Miraflores y VIII marqués de Casa Pontejos en 1923, por cesión inter vivos que le hizo su madre, dos veces grande de España, VII  conde de Villapaterna, licenciado in utroque jure, diplomático de carrera, consejero de Estado, Presidente de la Cruz Roja Española, Secretario de la Diputación Permanente y Consejo de la Grandeza de España y Títulos del Reino, consejero de la Caja de Ahorros y Monte de Piedad de Madrid, caballero Gran Cruz de Isabel la Católica y maestrante de Sevilla, gentilhombre de cámara del rey Alfonso XIII con ejercicio y servidumbre, jefe de la casa de los infantes María Teresa y Fernando. Le sucedió, en 1916, su hijo primogénito:
- Alonso Álvarez de Toledo y Mencos (Madrid, 28 de noviembre de 1896-Madrid, 19 de mayo de 1990), XIII conde de Eril,[3][1] VII marqués de Miraflores, IV duque de Zaragoza,[16] XII conde de los Arcos,[17] IX marqués de Casa Pontejos, cinco veces grande de España, IX marqués de Lazán,[7][18] XI marqués de Cañizar,[19]  XI marqués de San Felices de Aragón, maestrante de Sevilla, embajador de España de carrera y jefe de la Casa de Toledo, por línea agnada principal.

Casó, en primeras nupcias, el 18 de julio de 1921, con Rosalía Blanca Rúspoli y Caro (París, 5 de agosto de 1898-Madrid, 28 de junio de 1926), su prima segunda, hija de Carlos Rúspoli y Álvarez de Toledo, III duque de la Alcudia, III de Sueca y XVII conde de Chinchón, tres veces grande de España, y de María del Carmen Caro y Caro, su primera mujer, de los condes de Caltavuturo. Contrajo un segundo matrimonio, en Madrid, el 25 de septiembre de 1935, con María del Rosario Mencos y Armero (Sevilla, 6 de octubre de 1915-Madrid, 24 de diciembre de 2019), su prima segunda y sobrina carnal de su madrastra, hija de Alberto Mencos y Sanjuán, VIII conde del Fresno de la Fuente, maestrante de Sevilla, y de María de la Concepción Armero y Castrillo, de los marqueses del Nervión, naturales de Sevilla. Le sucedió, por cesión inter vivos, el 20 de julio de 1964, su hijo primogénito del segundo matrimonio:

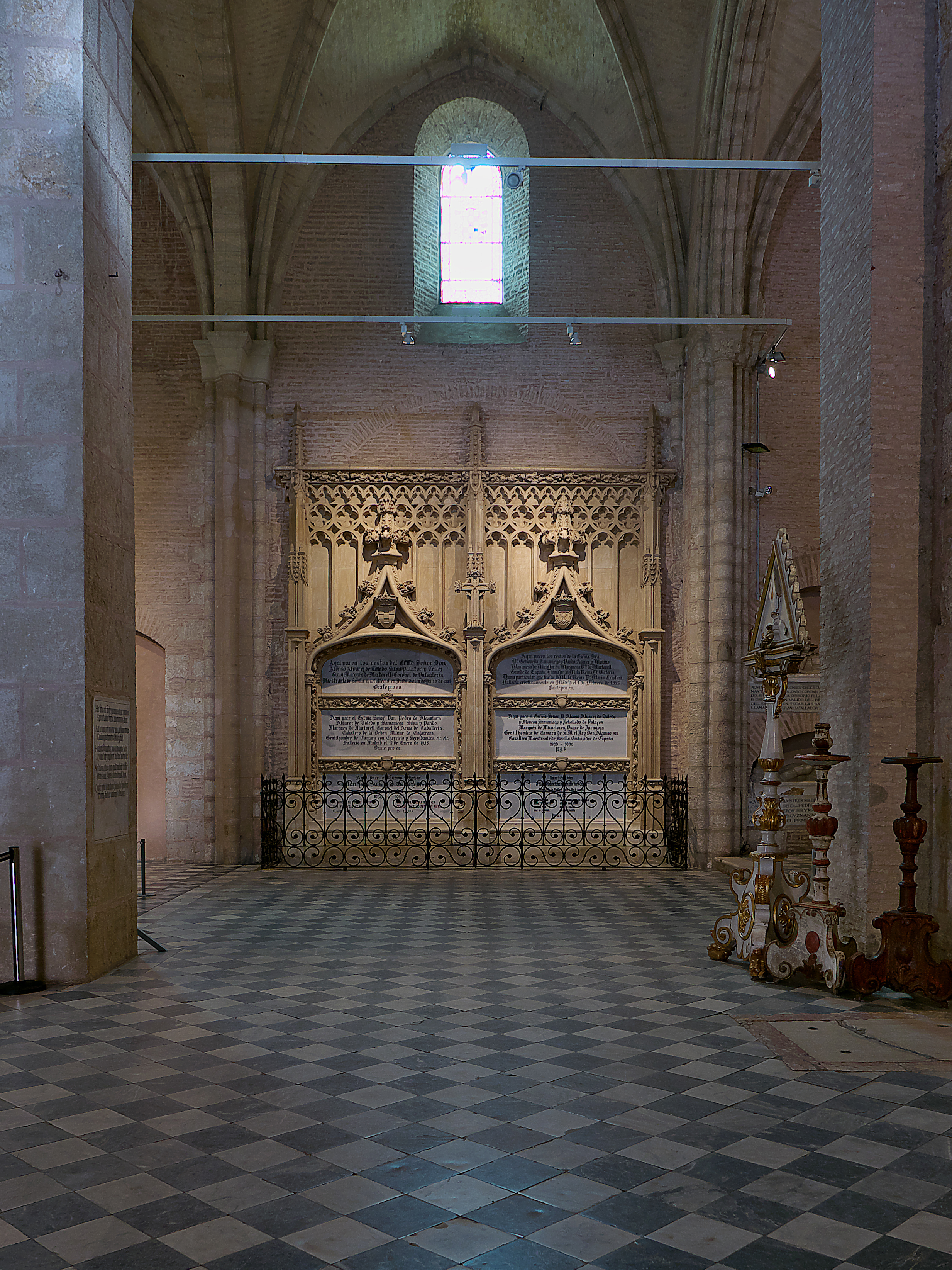
Monasterio de San Isidoro del Campo, sepulcro de Íñigo Álvarez de Toledo y Mencos

- Íñigo Álvarez de Toledo y Mencos (Lisboa, 1936-Madrid, 14 de febrero de 1980[21]), XIV conde de Eril, grande de España.[3][1] Recibió sepultura en su panteón del Monasterio de San Isidoro del Campo, en Santiponce (Sevilla).

Falleció sin descendencia antes que su padre. Le sucedió, en 1983, su hermano:
- Alberto Álvarez de Toledo y Mencos,  XV conde de Eril, grande de España,[3] X marqués de Lazán,[7] maestrante de Sevilla, maestrante de Zaragoza y caballero de Orden de Malta.

Casó, el 11 de septiembre de 1971, con María de la Soledad Rodríguez-Ponga y Salamanca (n. Madrid, 26 de marzo de 1949), hija de Pedro Rodríguez-Ponga y Ruiz de Salazar, Gran Cruz de Isabel la Católica y de Carlos III, caballero del Real Cuerpo de la Nobleza de Madrid, caballero de la Orden de Malta, y de Soledad de Salamanca y Laffitte, de los condes de Campo Alange. Padres de tres hijos: Alonso Cayetano (n. Madrid, 25 de mayo de 1972), maestrante de Sevilla, casado y con dos hijos; María de la Soledad (n. Madrid, 30 de mayo de 1974); y Alberto Álvarez de Toledo y Rodríguez Ponga (n. Madrid, 12 de julio de 1978).